# Penuntungan
Penuntungan is een bestuurslaag in het regentschap Subulussalam van de provincie Atjeh, Indonesië. Penuntungan telt 793 inwoners (volkstelling 2010).